# Bělá (Liberk)

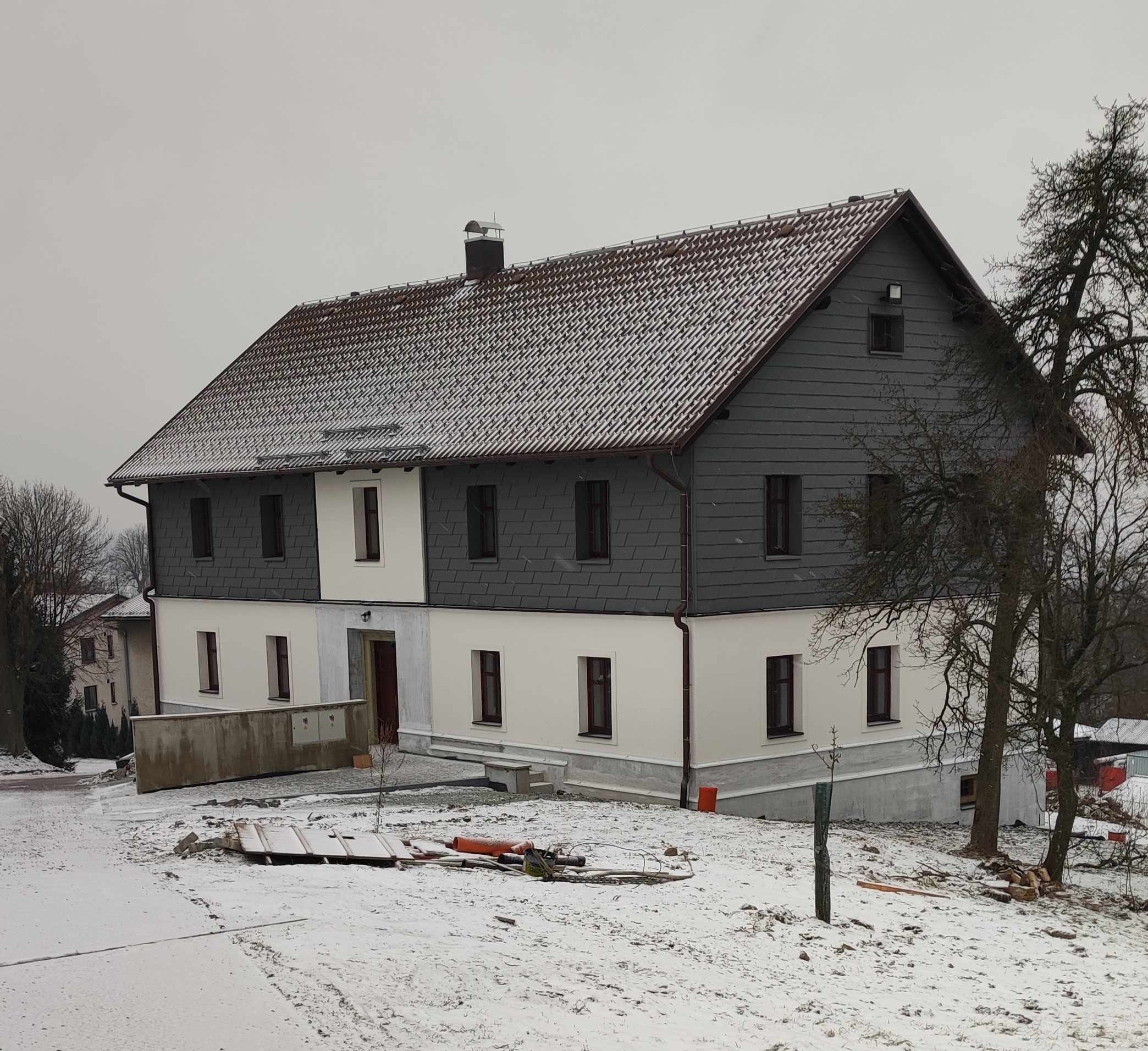
Bývalá škola po opravě

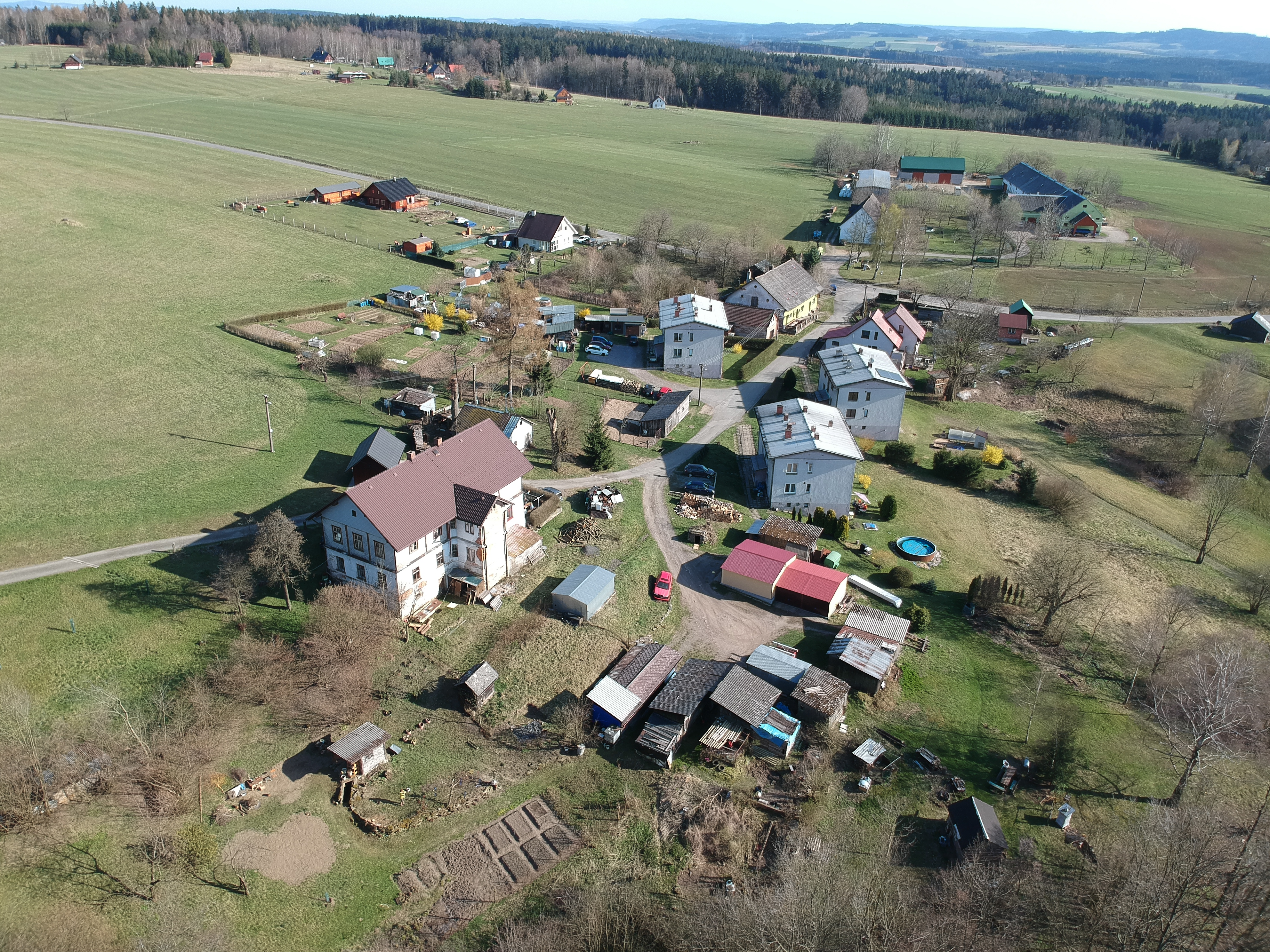
Letecký pohled z dronu

Bělá (německy Bielai) je vesnice, část obce Liberk v okrese Rychnov nad Kněžnou. Nachází se asi 3 km na jihovýchod od Liberku. Bělá leží v katastrálním území Bělá u Liberka o rozloze 6,83 km2.

## Historie
První písemná zmínka o vesnici pochází z roku 1405.
V letech 1850–1950 byla samostatnou obcí a od roku 1961 se vesnice stala součástí obce Liberk.

## Galerie

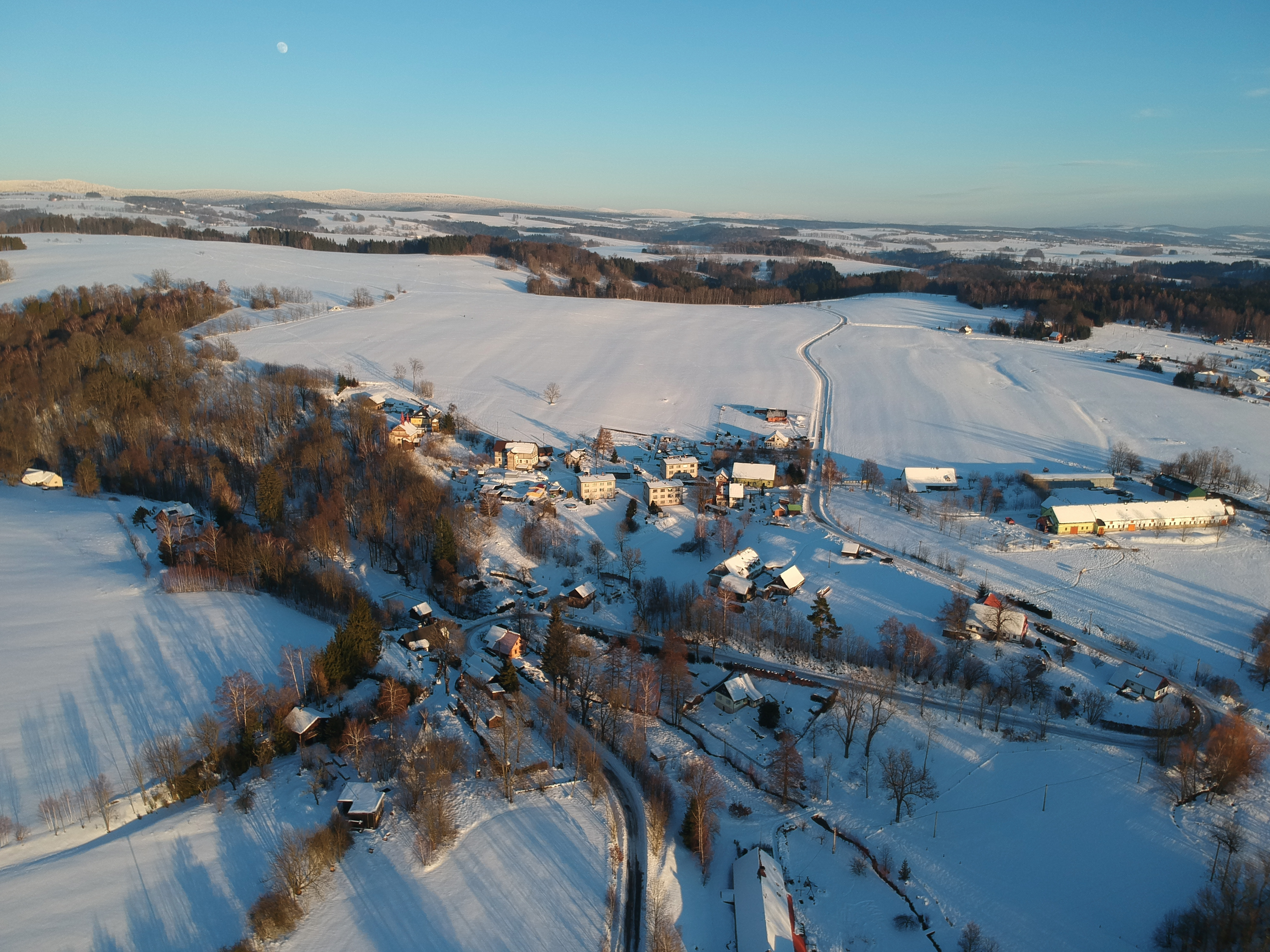
Zimní pohled na vesnici
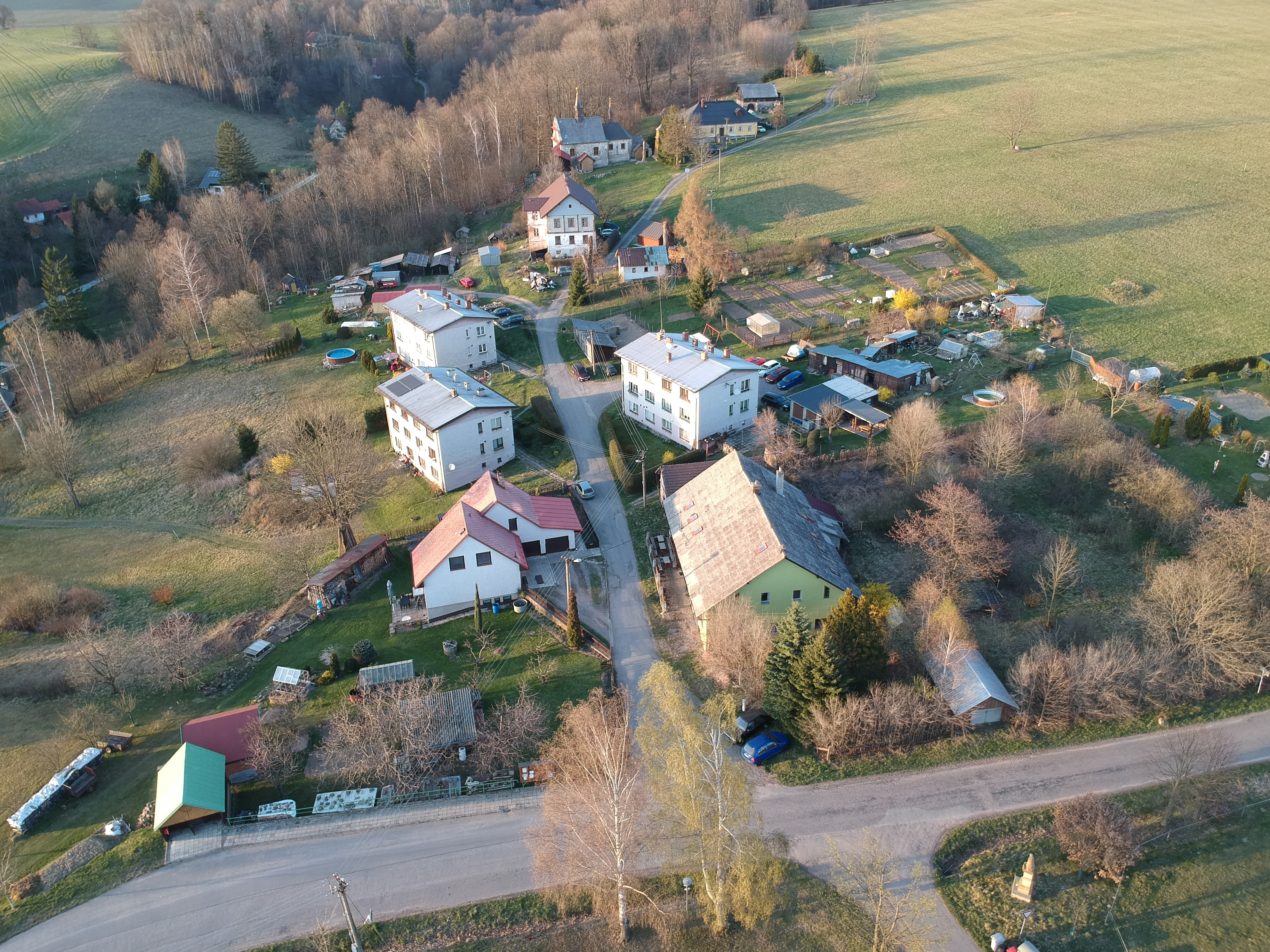
Letecký pohled na vesnici
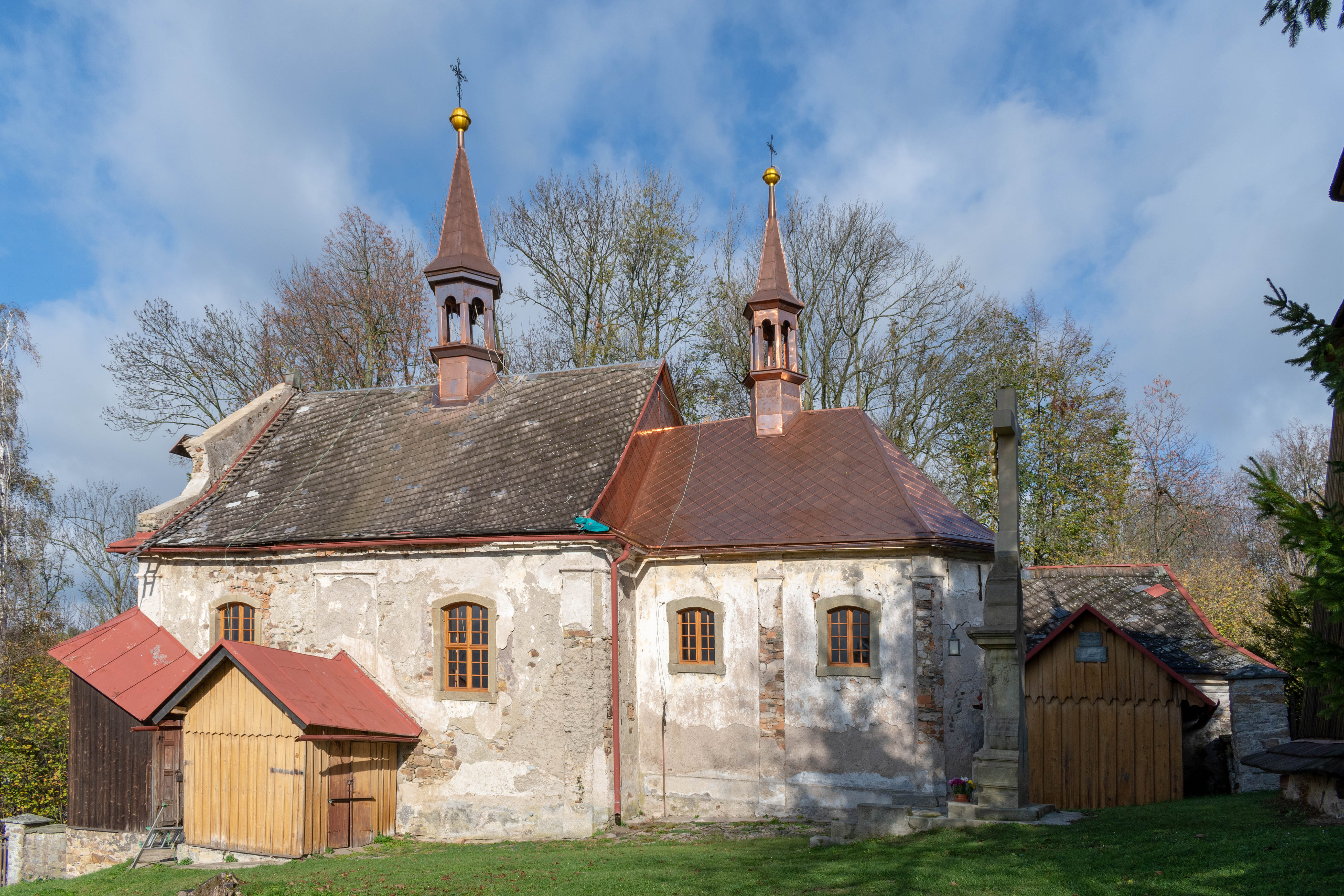
Kostel svatého Jana Nepomuckého
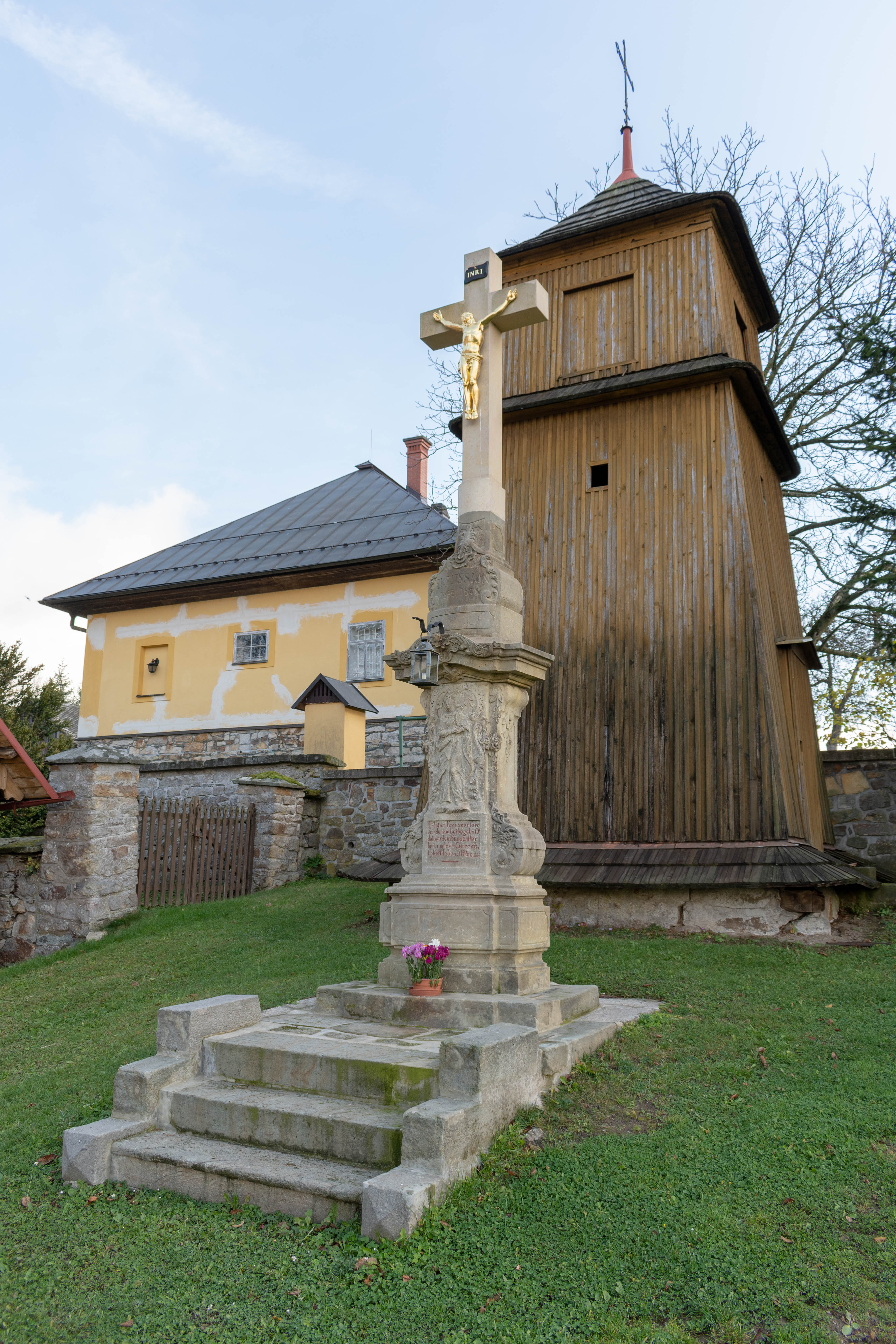
Kříž a zvonice u kostela
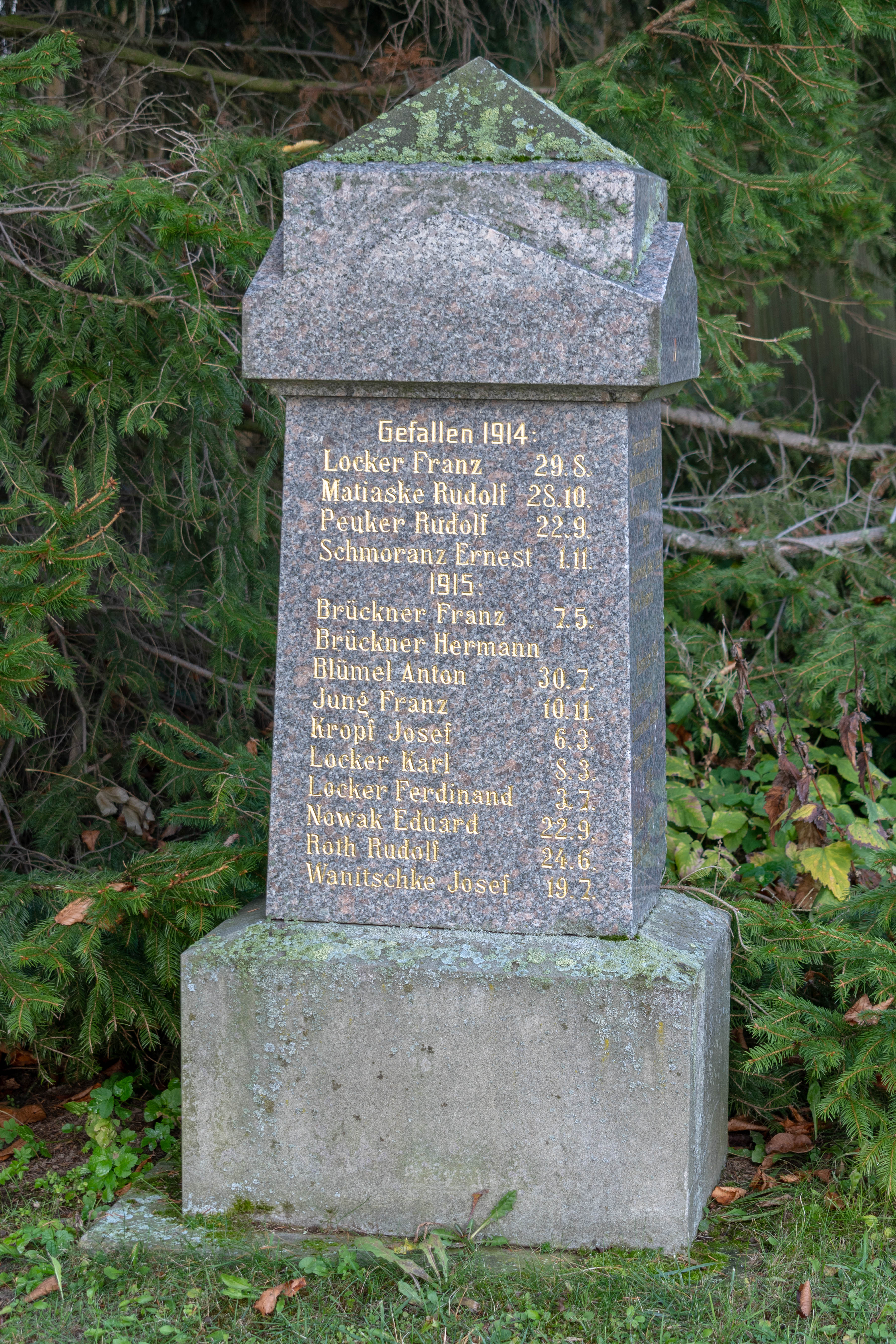
Pomník obětem I. světové války
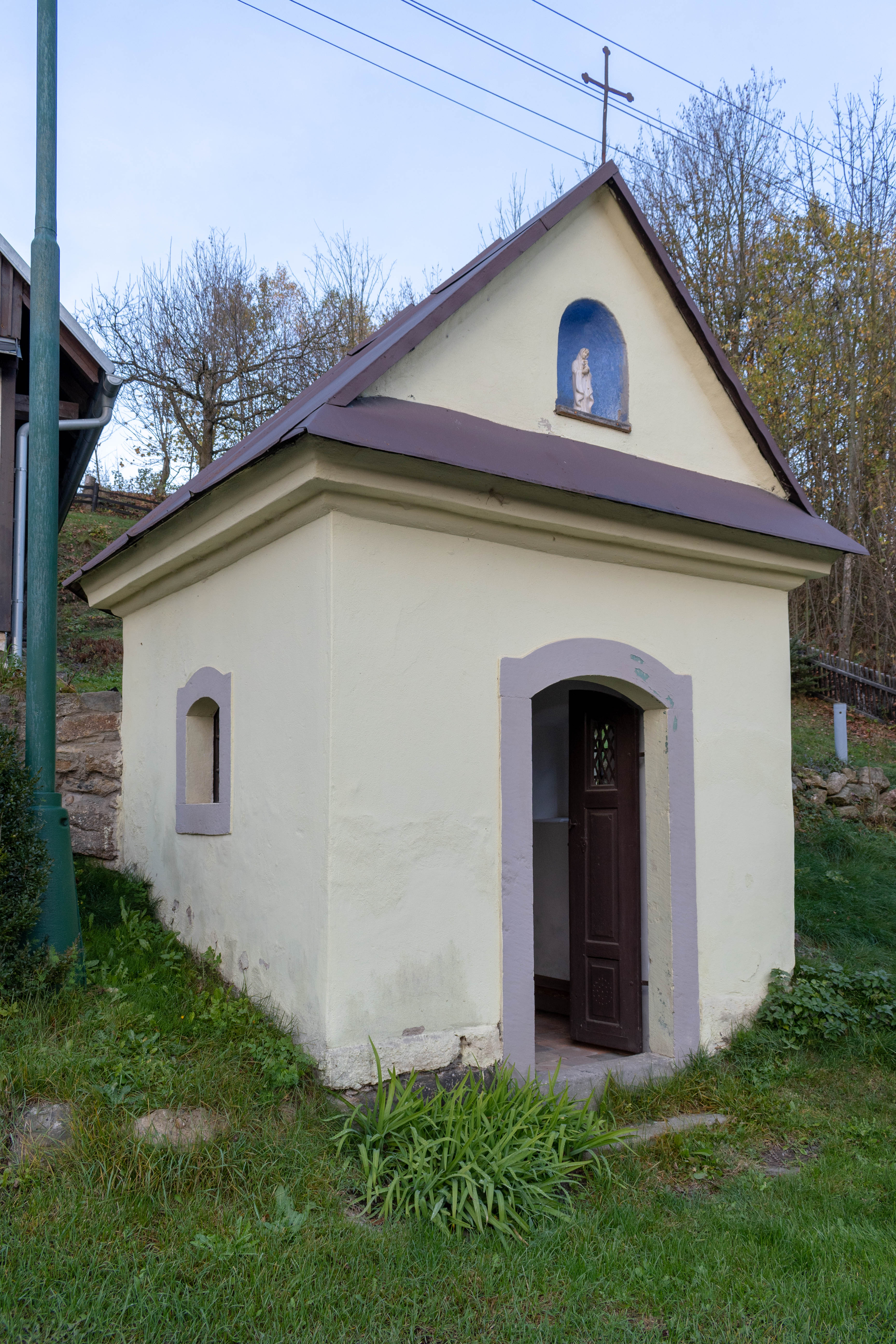
Kaplička
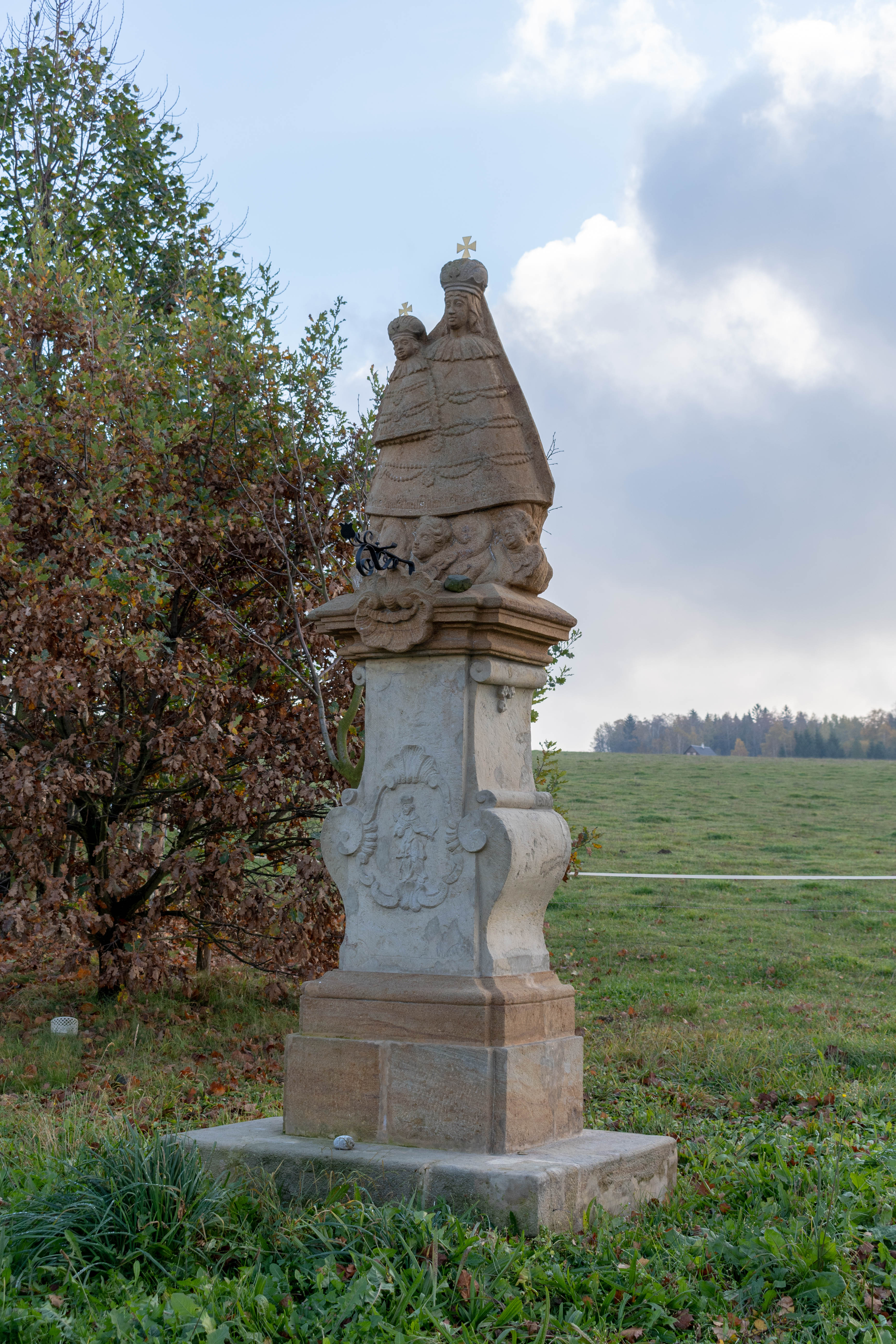
Socha Panny Marie